# Horvát tengerpart

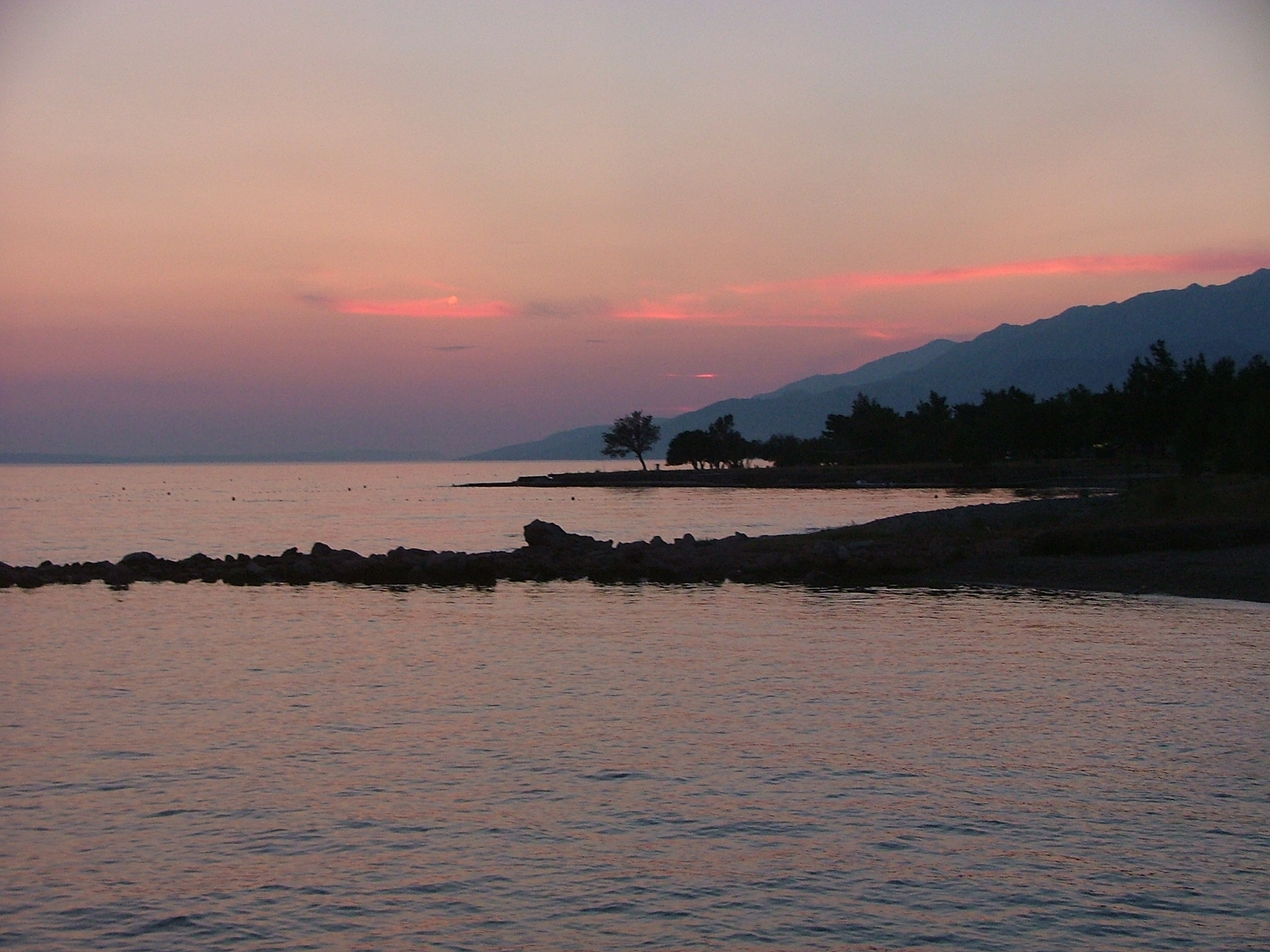
Paklenicai alkony

A horvát tengerpart vagy horvát Adria (Hrvatska obala): az Adriai-tenger erősen tagolt horvátországi partvidéke, a világ egyik legtagoltabb tengerpartja, a tenger és a Dinári-hegység között.

## Természeti viszonyai

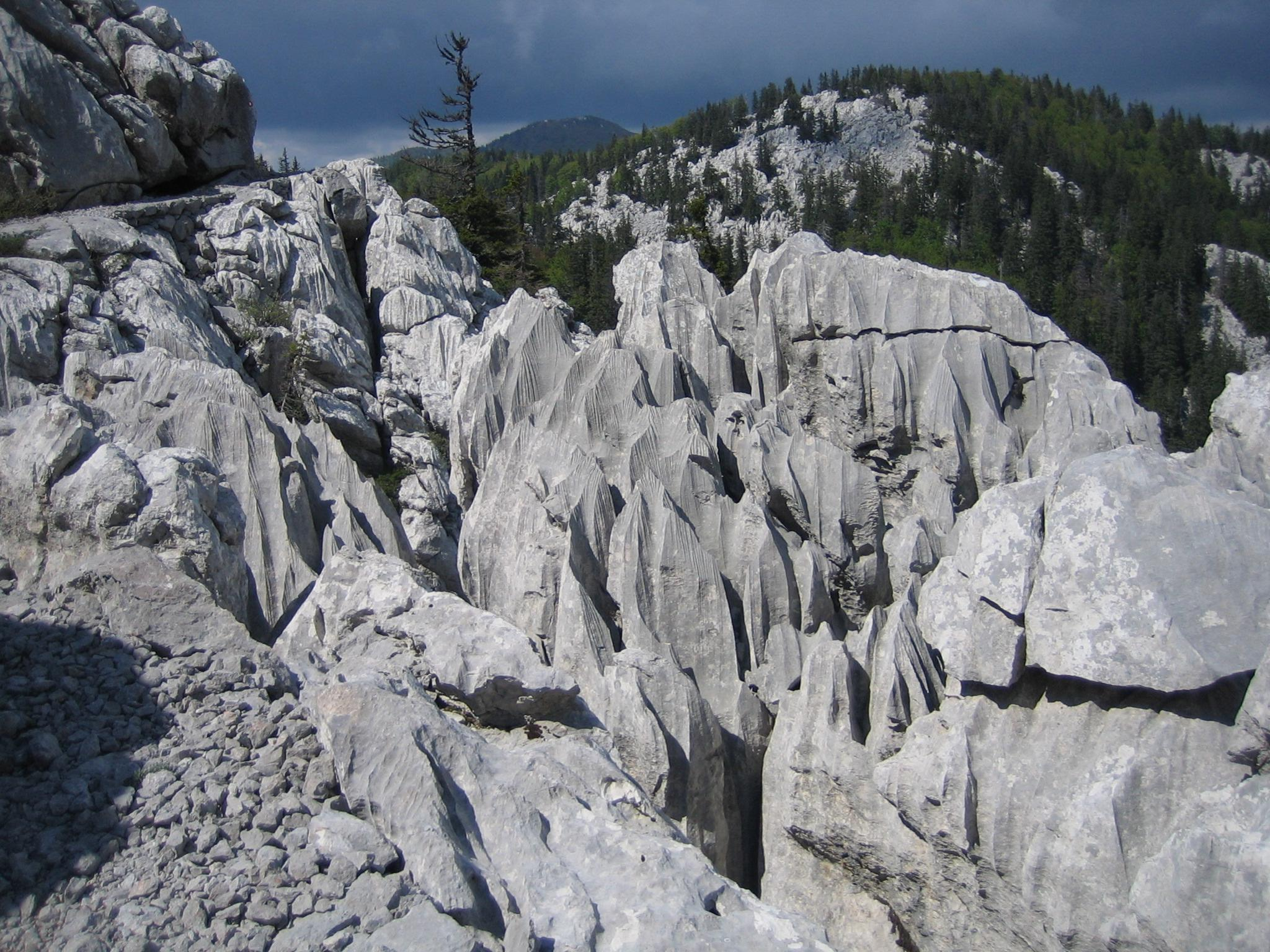
Felszíni karsztformák (kanellurák, azaz oldási csatornák) a Velebit-hegység északi részén

A hegyek elsöprő többsége jól karsztosodó mészkő. Fiatal üledékek csak a folyók árterein, illetve teraszain rakódtak le; ezek az alluviális síkságok többnyire kicsik.

## Domborzata
A szárazföld partvonala 1778 km hosszú, a szigeteké további 4057 km. A legnagyobb öblök a Kvarner-öböl és a Šibeniki–öböl. A két nagy félsziget: északon az Isztriai-félsziget, délen, Split és Dubrovnik között a Pelješac-félsziget.
Szinte a teljes partvidék erősen tagolt karszt: ahogy a Dinári-hegység délnyugati része az Adria felé lépcsőzetesen lesüllyedt, a völgyeket elöntötte a tenger. A folyamat még nem ért véget, amit jól mutatnak az egykori római városok víz alá süllyedt romjai.

## Vízrajza

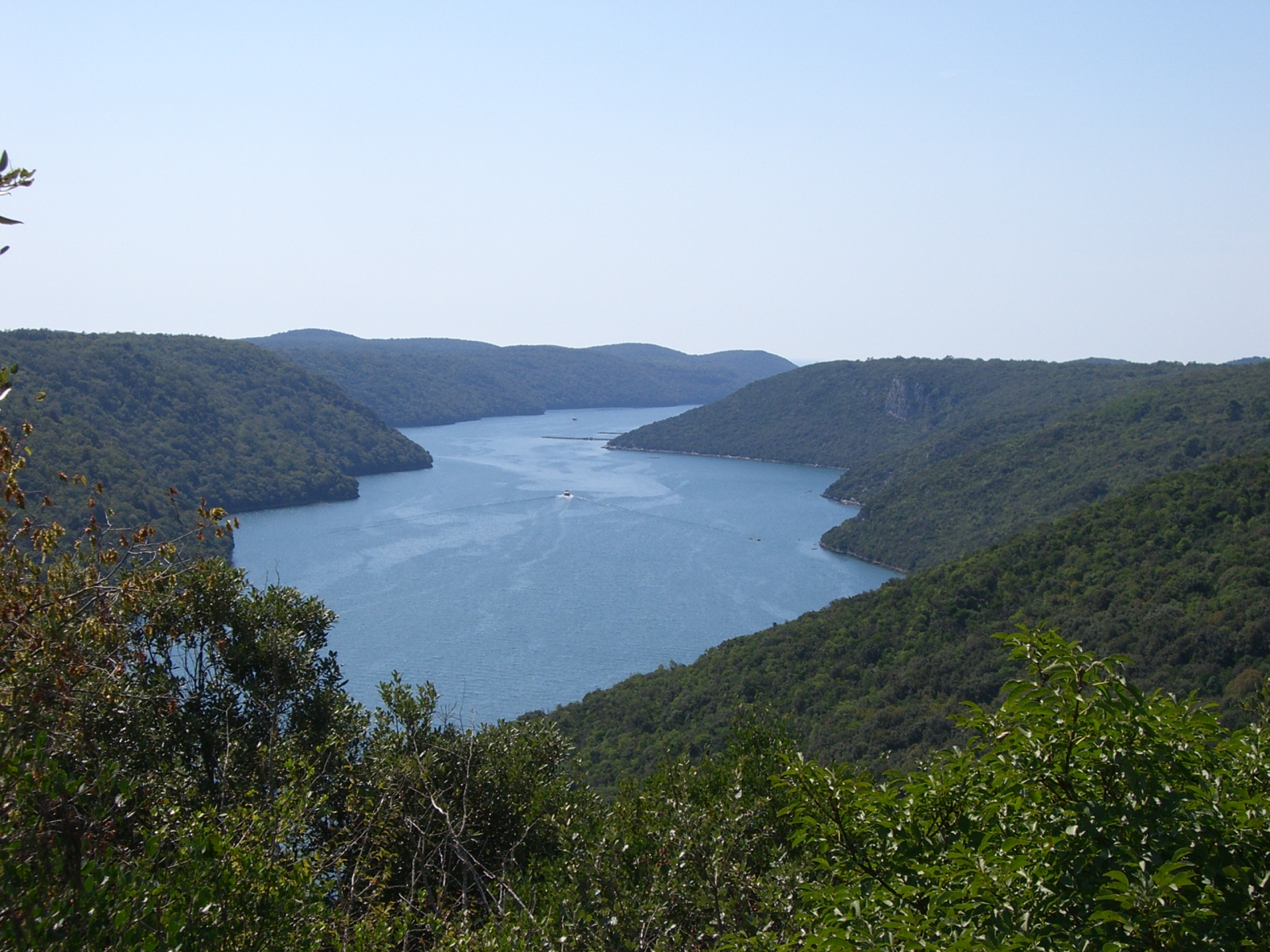
A Lim-csatorna

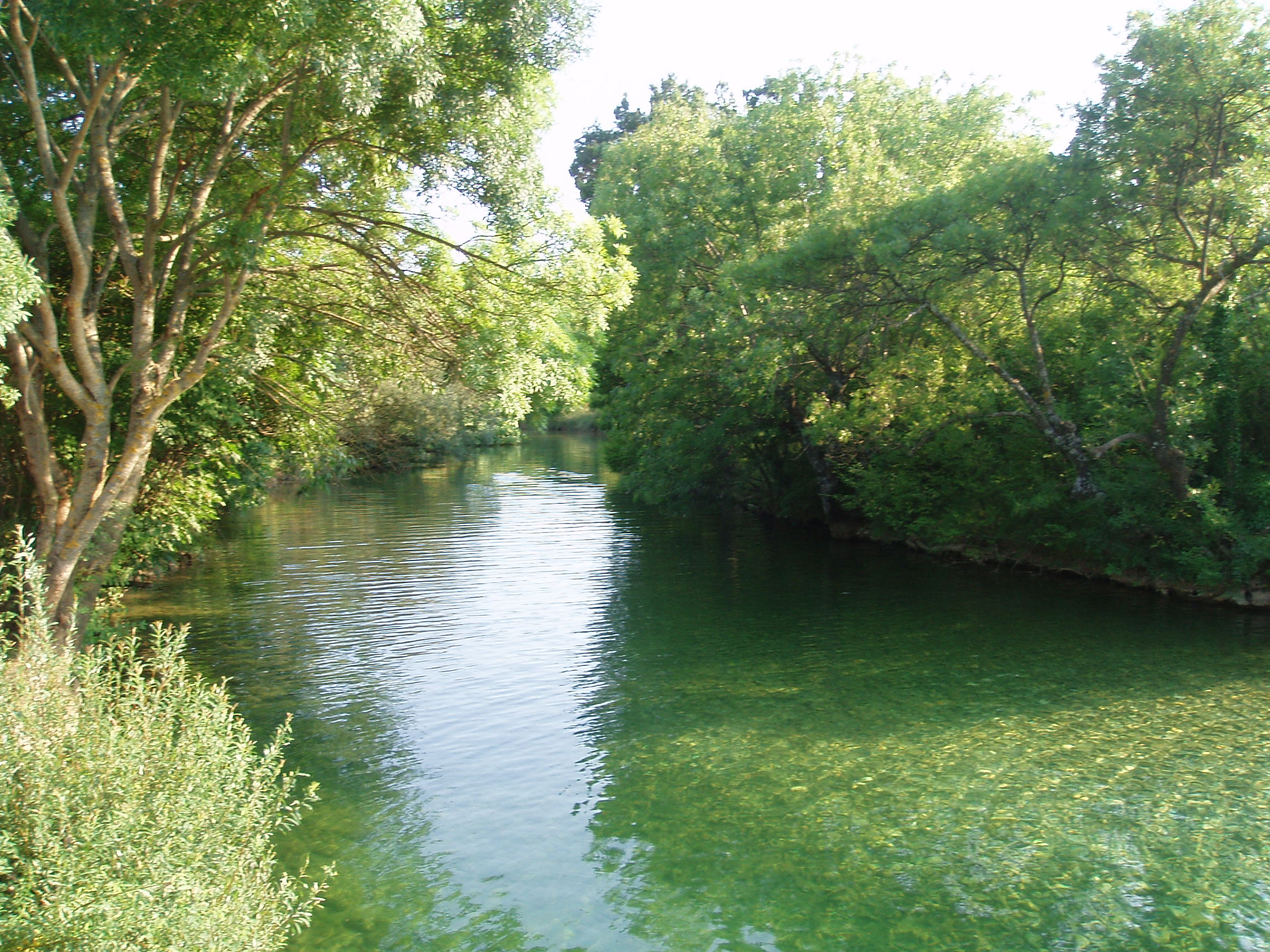
A Zrmanja alsó szakasza

Az Adria dél felé fokozatosan mélyül: északon többnyire 20–50 m, a legmélyebb pontján 1330 m, átlagos mélysége 250 m. A víz sótartalma nagy: északon 31–33 ‰, délen 38 ‰. A szokásosnál sósabb vízben csak kevés alga él meg, ettől a víz legendásan átlátszó és kék (nem zöldül be).
Az ország tengeri határa a szárazföld partjától 30–60 km-re húzódik.
A horvát Adria-part végig karsztos. Természetföldrajzi szempontból a horvát Adriát négy részre osztjuk:
- Isztria,
- Kvarner-öböl,
- Dalmácia és
- a déli hegyvidék a Pelješac-félszigettel.

A legnagyobb tengeröblök:
- Fiumei-öböl (Rijekai-öböl),
- Bakari-öböl,
- Šibeniki-öböl.

A partközeli szigetek és a part közötti tengerrészeket (ezek javarészt egykori völgyek) különféle „csatornáknak” nevezik. A csatornák északról dél felé:
- Fažanai-csatorna
- Velebit-csatorna,
- Zadari-csatorna,
- Pašmani-csatorna,
- Spliti-csatorna,
- Brač-csatorna,
- Hvari-csatorna,
- Neretva-csatorna.[1]

A partszakasz déli részén egy lassú tengeráramlás tart északnak, majd a Kvarner-öblön túljutva nyugat, azaz az olasz csizma felé kanyarodik.
A partvidék folyóvizei rövidek; többségük nem éri el a folyó méretet. A legjelentősebbek:
- Isztrián:
  - Mirna,
  - Dragonja,
  - Raša;
- Fiume mellett:
  - Rječina
- Dalmáciában:
  - Zrmanja,
  - Krka,
  - Četina,
  - Neretva.

A hegyekből lezúduló folyók felsőszakasz jellegűek, gyakran zuhatagosak. Jelentős természeti látványosság a Krka két vízesése Šibeniknél.
A mélyen bevágódó völgyekben a tenger fjordszerűen benyomul a szárazföldbe. Közülük a nevezetesebbek:
- Lim-csatorna (Isztrián),
- Zavratnica-fjord (Jablanactól délre),
- Maslenica-fjord (Paklenica és Zára között).

### Szigetek

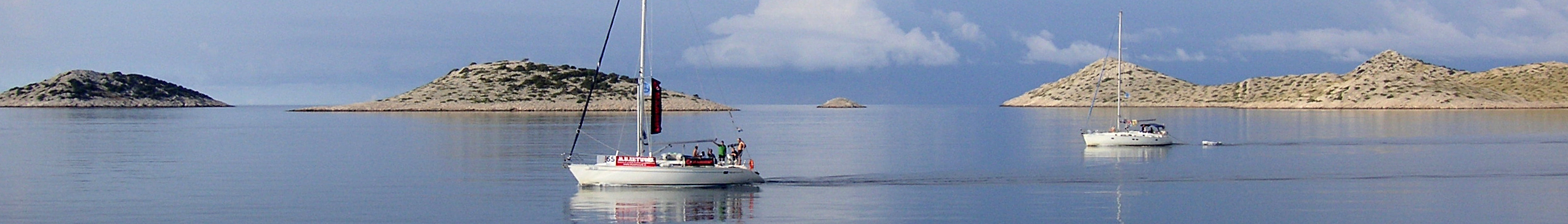
A Kornati Nemzeti Park részlete

A jelenlegi szigetek egykor hegycsúcsok voltak; ennek megfelelően alakjuk a hegység fő vonulatainak csapásával párhuzamosan, északnyugat–délkeleti irányban megnyúlt. A szigetvilág jelenleg legmagasabb pontja a Brač szigetén emelkedő Vidova gora (778 m). A szigetek keresztmetszete erősen aszimmetrikus: a szárazföld felé forduló oldaluk többnyire lankás, a tenger felé néző oldaluk viszont a hullámverés pusztító munkája miatt meredek; a tengerbe leszakadó szirtfalak magassága helyenként eléri a 200 métert.
Az 1185 szigetből 66 lakott. A legjelentősebbek: Krk (408 km²), Cres (336 km²), Brač, Hvar, Pag (287 km²), Korčula (279 km²), Dugi Otok (117 km²), Mljet (98 km²), Lošinj (74 km²) és Rab (86 km²).
A legtávolabbi lakott szigetek (a parttól 45–50 km-re):
- Vis,
- Biševo,
- Sušac-szigetek.

## Éghajlata

A bóra kialakulása

A partvidék éghajlata mediterrán: a téli hónapok átlaghőmérséklete 5–10 °C, a nyáriaké 26–30 °C, nyári csapadékminimummal (az északi rész persze hűvösebb, mint a déli). A tengervíz hőmérséklete kevésbé ingadozó, ezért a tenger télen melegíti, nyáron hűti a levegőt és a partot. A napsütéses órák száma 2600–2700.
A téli időszak két jellegzetes szele az észak–északkeletről, a hegyekből hirtelen, erős lökésekkel lecsapó, hideg és viharos bóra és a Szahara felől, tehát délkeletről meleget és csapadékot hozó, erős, egyenletes, időnként viharossá erősödő jugo. A nyár uralkodó szele az északnyugatról érkező misztrál. Ez a hűsítő szél általában reggel 9–10 óra körül támad fel, kora délutáni erősödik, majd alkony idejére elcsendesedik és leáll. Nyugodt, egyenletes jellege miatt a vitorlások igen kedvelik. Bármely évszakban fújhat délkeletről a 4–5 napra meleg, esős időt hozó jugo. A legviharosabb szél a bóra: sebessége eléri az óránként 120 km-t, az általa korbácsolt hullámok magassága a 2,5 m-t. Egy-egy rohama rendszerint 3–4 napig tart, és különösen Senj környékén, a Velebit-csatornában heves.
A horvát tengerpart a világ egyik legnaposabb üdülőterülete. A napsütéses órák átlagos száma:
- májusban napi 9,
- júniusban napi 11,
- júliusban napi 12,
- augusztusban napi 11,
- szeptemberben napi 8,
- októberben napi 7.

A felhőtlen napok átlagos száma évenként:
- Zadarban 104,
- Splitben 115,
- Hvaron 120,

## Növényzete

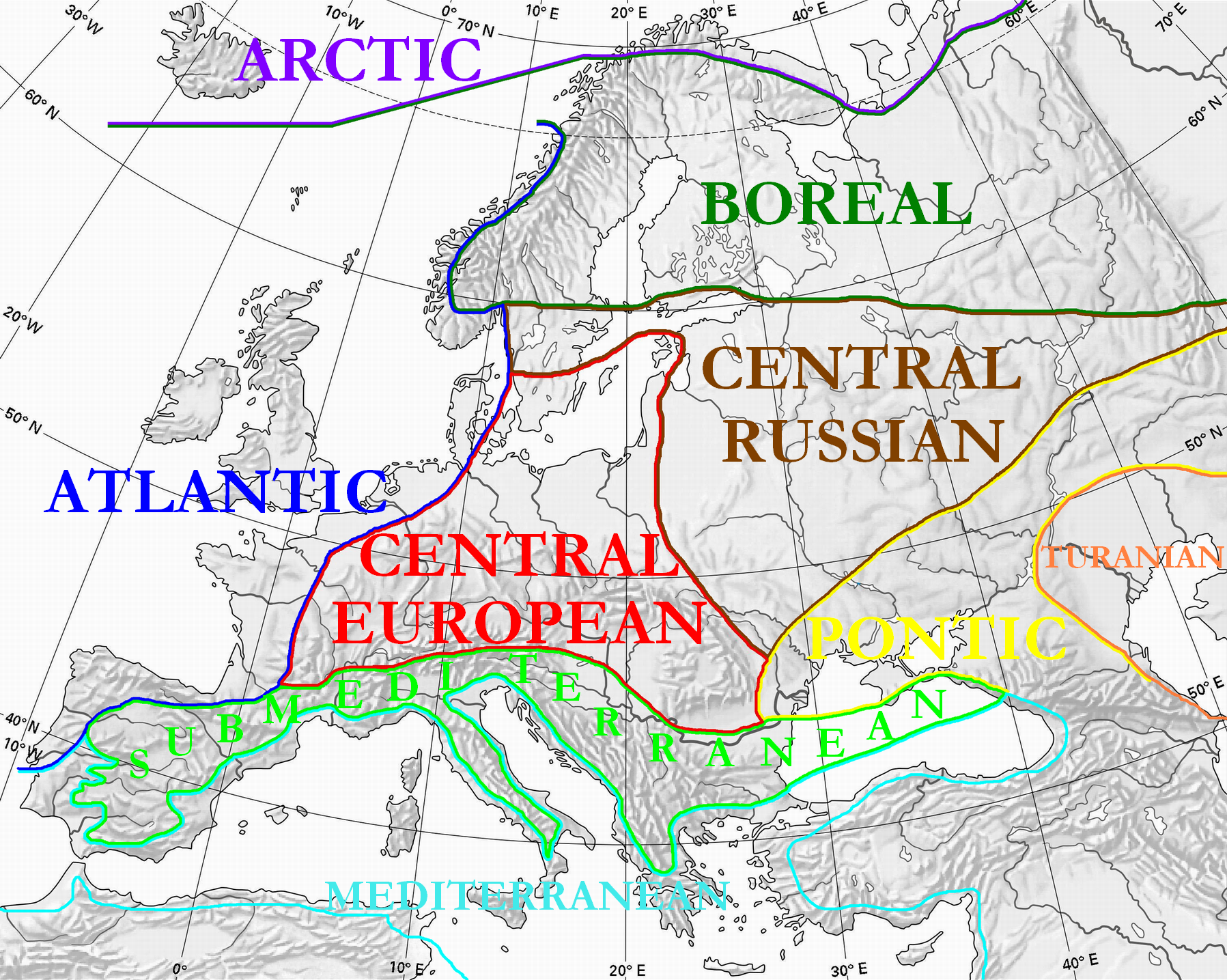
Európa flóraterületei

Horvátország az északi flórabirodalom (Holarktisz) része: a közvetlen tengerpart mediterrán, a hegyvidéki részek a szubmediterrán flóraterület nyugat-balkáni flóratartományához (Illiricum) tartoznak. A partmenti hegyek természetes növényzete a keménylombú erdő volt magyaltölggyel (Quercus ilex), mandulafenyővel (Pinus pinea) és parti fenyővel (Pinus pinaster), a cserjeszintben mirtusszal (Myrtus communis), borókával (Juniperus communis), levendulával (Lavandula angustifolia), kányabangitával (Viburnum opulus) és pisztáciával (Pistacia vera), az aljnövényzetben sok szamócával (Fragaria vesca).
Ezt a klímazonális növényzetet a velenceiek gyakorlatilag kiirtották, hogy a fákból hajókat építsenek. Az erdő felújulását erősen akadályozta a legeltetés. Az erózió az egykori erdőtalajt lehordta; a kopár hegyoldalak karrmezőin mészkősziklagyepek telepedtek meg. Ahol maradt valamennyi talaj, ott az elsődleges vegetációt a macchia (illetve annak letörpült változata, a chaparral) váltotta fel. A tengerpartot alapvetően betelepített fajokkal:
- ciprusfélék (Cupressaceae),
- közönséges agávé (Agave americana) különféle változatai,
- pálmafélék (Arecaceae),
- leander (Nerium oleander)
- jázmin (Jasminum spp.)
- különféle fügekaktuszok (Opuntia spp.), főként a közönsége fügekaktusz (Opuntia ficus-indica) stb.

ültették végig.
Az eredeti növényzetből a legtöbb a Velebit-hegységben maradt fenn, bár itt sem eredeti formájában, hanem betelepült fajokkal keverten. A hegységből kimutatott, kb. 2700 növényfajból 78 endemikus, köztük a kicsi, sárga és nagyon ritka Degenia velebitica, amit a hegység flórájának nagy kutatójárók, Degen Árpád magyar botanikusról neveztek el.
A szántóföldi gazdálkodásra alkalmas földterület elhanyagolható. A jelentősebb haszonnövények:
- szőlő (Vitis vinifera)
- paradicsom (Solanum lycopersicum)
- paprika (Capsicum annuum)
- olajbogyó (Olea europaea)
- eper (Morus spp.)
- babér (Laurus nobilis)
- füge (Ficus carica)
- szentjánoskenyér (Ceratonia siliqua)
- eper (Fragaria × ananassa)
- gránátalma (Punica granatum)
- citrom (Citrus × limon).

## Állatvilága

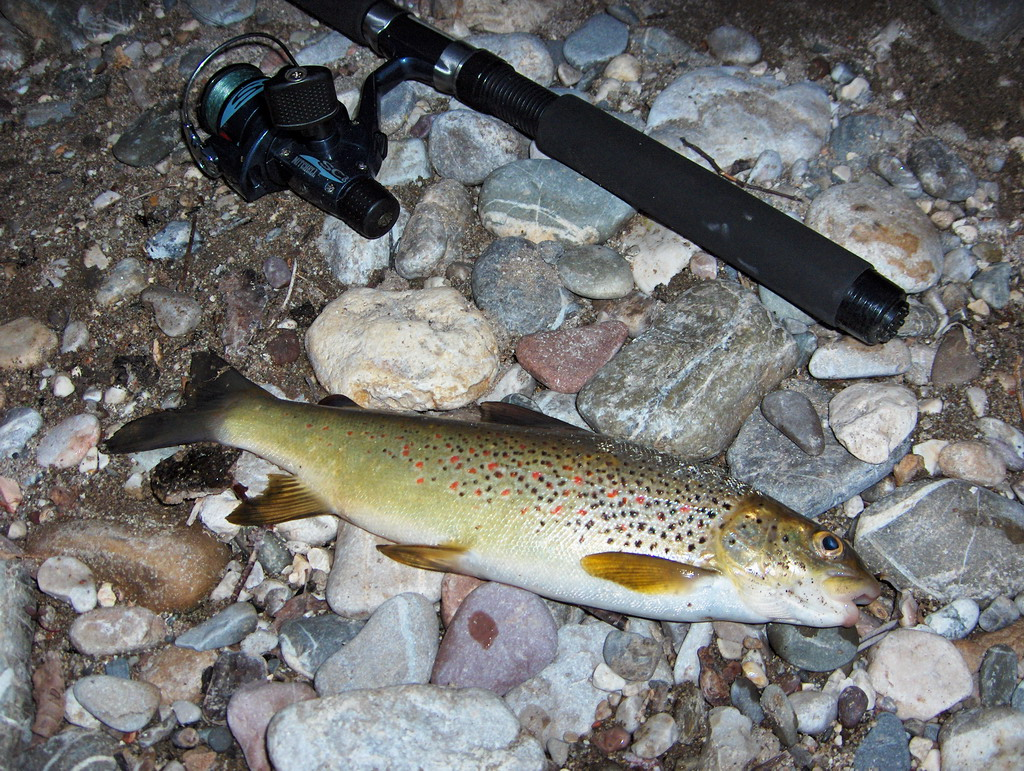
dalmát pisztráng (Salmo obtusirostris)

A hosszú ideje tartó halászat dacára az Adria élővilága viszonylag gazdag; a vízben egyebek közt három delfinfaj is él. Zlarin környékén még ma is dolgoznak szivacshalászok.
A szárazföld faunája szegényes; különösen gerinces faj van kevés (Dalmácia déli vége kivételével). A hegyoldalakon többnyire birkákat legeltetnek; az őshonos állatok az erdők kiirtásával visszaszorultak. A Pelješac-félszigeten (valószínűleg betelepített) muflonnal (Ovis aries orientalis), Biokovo-hegységben vadkecskével (Capra aegagrus) találkozhatunk, Cres és Lošinj szigetén pedig széles agancsú őzek élnek.
A szigetvilág legnagyobb madara a fakó keselyű (Gyps fulvus fulvus); szárnyának fesztávolsága 2,5 méternél nagyobb is lehet.
A kétéltű- és hüllőfauna kimondottan szegényes; csak néhány kígyó- és gyíkfajt ölel fel.
A rovarok közül idegenforgalmilag legjelentősebbek a potrohuk két lemezét összedörzsölve „éneklő” kabócák (Cicadidae).

## Nemzeti parkjai

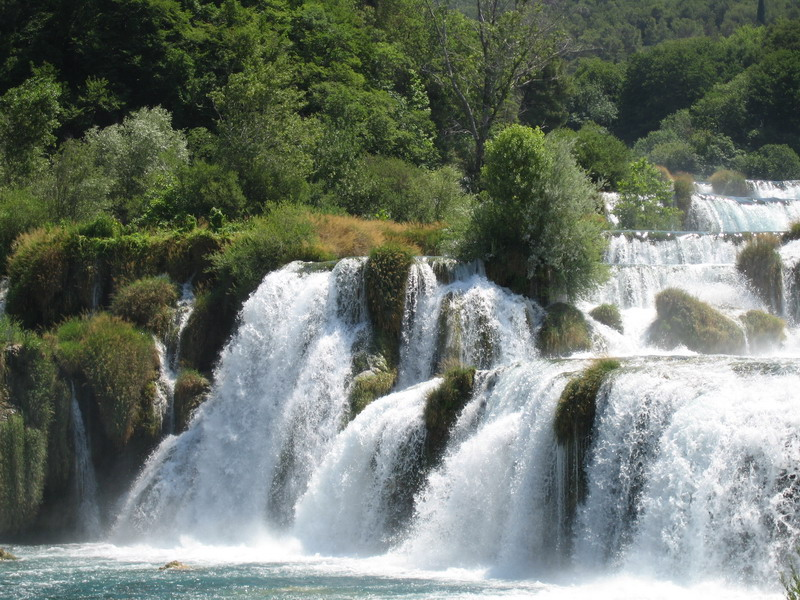
Vízesés a Krka Nemzeti Parkban

Horvátország nyolc nemzeti parkjából ötöt jelöltek ki a partvidéken:
- A Brioni Nemzeti Park az Isztria partja előtt, Pólától nyugatra a tengerből kiemelkedő, 14 szigetből álló Brijuni-szigetcsoportot öleli fel. A kis szigeteket a parttól a keskeny Fažanai-csatorna választja el.
- A 220 km² összterületű, közel 150 fehér kopár, sziklás szigetet összefogó Kornati Nemzeti Park az ország legnépszerűbb nemzeti parkja. Nevét a legnagyobb szigetéről, Kornatról kapta. Az 1980-as évek elején nyilvánították természetvédelmi területté.
- A Šibeniktől 17 km-re található Krka Nemzeti Park. A nemzeti park a Krka folyó nagy részét, Skradintól Kninig tartó szakaszát foglalja magában. A vízesések mellett a különleges állat- és növényvilág is figyelemre érdemes. A 18 halfajból 10 endemikus. Búvárkodni csak engedéllyel szabad. 222 madár- és 18 denevérfaj színesíti a park állatvilágát.
- A Mljet Nemzeti Park egy buja vegetációjú terület Mljet szigetének nyugati részén. Fő nevezetessége a 12. században alapított Benedek-rendi kolostor.
- Gorski kotar hegységben jelölték ki a Risnjak Nemzeti Parkot. Ennek állatvilága kivételesen gazdag — olyannyira, hogy nevét az itt még megtalálható hiúzról (Lynx lynx) kapta. A nagyragadozók közül a parkban él még barnamedve (Ursus arctos), farkas (Canis lupus) és vadmacska (Felis silvestris) is.

A tengerparttól nem messze, a Velebit-hegység tenger felé lejtő oldalán, Zárától mintegy 30 km-re van a Paklenica Nemzeti Park.

## Történelme

Az illír törzsek területei

A bronzkorban a partvidéket benépesítő indoeurópai törzseket (hisztrónok, liburnok, dalmaták, daorszok, pürák, ardiaták stb.) később közös néven illíreknek nevezték el. Megerősített településeiket többnyire a dombtetőkre építették.
Az illír falvak közé az i. e. 8–4. században fokozatosan görög kolóniák ékelődtek be szigetszerűen. Ezeket többnyire a jól védhető szigetekre vagy félszigetekre építették, így kevés konfliktusba keveredtek az illírekkel, sőt, az alapjában mezőgazdasági jellegű, szőlő- és olajtermelésre alapuló görög kultúra és a jellemzően vadászatból élő illírek kereskedelme kölcsönös előnyökkel járt. Innen indult a kor egyik legjelentősebb transzkontinentális kereskedelmi útvonala, a borostyánkőút egyik ága is.
A jelentősebb görög települések északról dél felé haladva:
- Tragürion (Trogir elődje),
- Epetion (Stobreč elődje),
- Pharosz (Hvar szigetén),
- Issza (Vis szigetén),
- Melaina Korküra (Korčula szigetén),
- Epidaurosz (Cavtat elődje a Pelješac-félsziget északi csúcsán).

Az illírek közé kelták és föníciaiak[forrás?] is keveredtek.
Az i. e. 3. század közepétől, Agrón uralkodásától a Neretvától délre elterülő részek, valamint Pharosz és Melaina Korküra szigetei jobbára az ardiata Illír Királyság területéhez tartoztak, és a harmadik római–illír háborúval, i. e. 168-ban kerültek római fennhatóság alá.

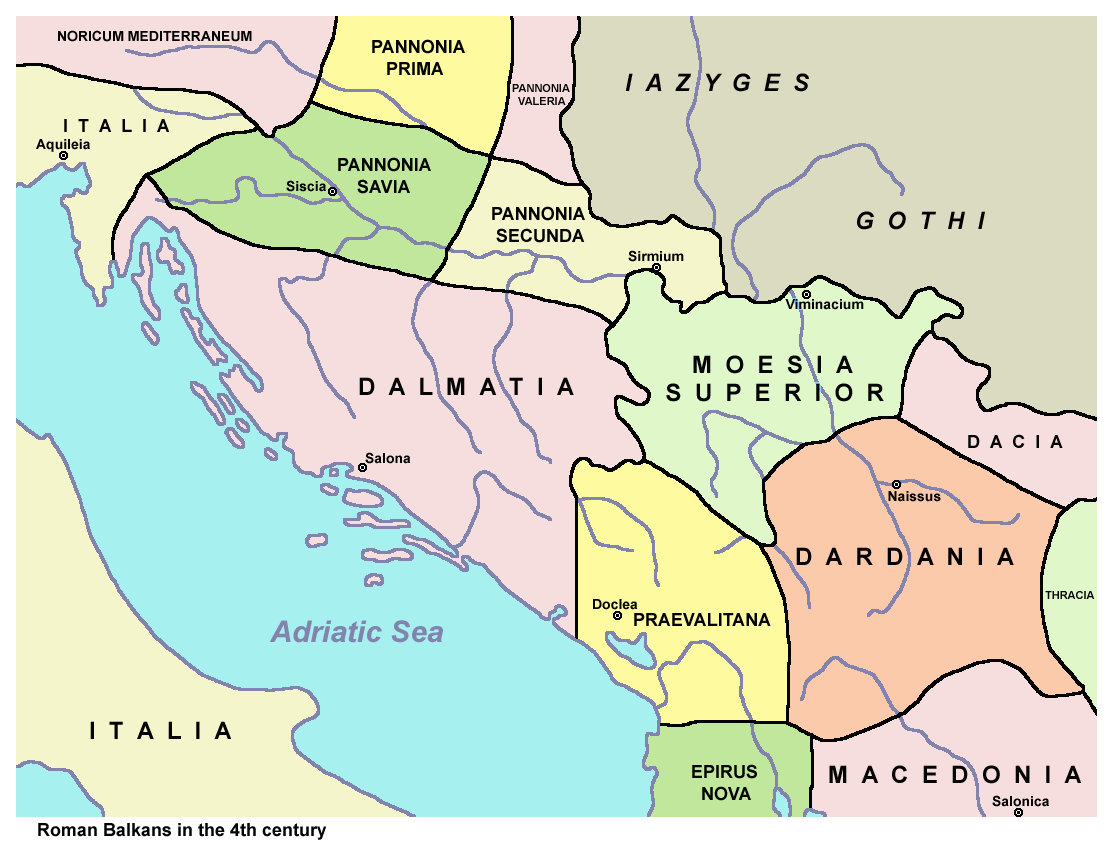
Római provinciák az i. sz. 4. században

A Római Birodalomban Illíria nagy stratégiai és gazdasági jelentőségre tett szert. A Via Egnatia nevű római út Dyrrachium (a korábbi Epidamnosz) és Apollónia városaitól indult az Adriai-tengertől Bizánc (Byzantium) felé. A birodalom kettészakadásával (395) a tengerparti területek a Nyugatrómai Birodalomhoz kerültek, a hegyvidéki rész viszont a Keletrómai Birodalom része lett. A Nyugatrómai Birodalom bukása (476) után Iulius Nepos, a formailag utolsó római császár Dalmáciát még négy évig megtartotta. A területet Teodorik király 493-ban a keleti gót államhoz csatolta, de a nyugati területek visszafoglalására törő Bizánci Birodalom 537-ben elfoglalta.

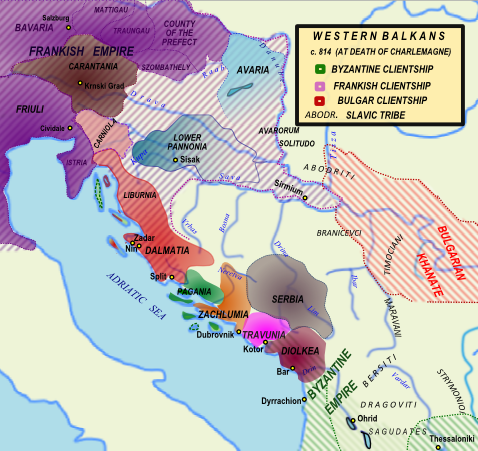
A frank és a bizánci birodalom ütköző zónája 814-ben

A bizánciak súlyos adói és korrupciója gyűlöletessé tették uralmukat, ezért a lakosság gyakorlatilag nem állt ellen se 569-ben, amikor az avarok törtek be az országba, se később, amikor a délszláv törzsek települtek be. A tengerparti sávban 610–641 között telepedett le hét horvát törzs; a bizánciak kezén csak néhány tengerparti város (Zára, Trau, Spalato, Raguza) maradt.
A horvátokat a Frank Birodalomból érkező misszionáriusok térítették keresztény hitre a 9. században. A horvát katolicizmus különlegessége, hogy papjaik a pápa külön engedélyével a kezdetektől fogva anyanyelvükön misézhettek. Két horvát hercegség alakult: Fehér Horvátország az Isztriai-félszigeten és Vörös Horvátország Dalmáciában, egészen a mai Albániáig. Utóbbi volt az jelentősebb; itt, a Zrmanja és a Četina folyók között hozta létre a kor legerősebb horvát államát a Trpimirović-ház.
A horvát és a magyar uralkodó család egyre szorosabbra fűzte rokoni kapcsolatait, végül, a Trpimirović-ház kihalása után a két ország perszonálunióra lépett. IV. Kresimir Péter halála után ugyanis a Horvát Királyságban polgárháború tört ki, és az ország három részre szakadt. A dalmát városok és a latin papság II. Istvánt, Kresimir unokaöccsét akarták királynak. A király magyar rokonsága Dmitar Zvonimirt pártolta. A IV. Kresimir uralkodása alatt bevezetett római liturgiát ellenző nép akaratát egy Szlavics nevű dalmáciai nemes képviselte. A konfliktus úgy ért véget, hogy Dmitar Zvonimir halála után özvegye, Ilona (I. Béla magyar király lánya) öccsét, I. (Szent) László magyar királyt hívta be az országba. A nagy katonai túlerővel érkező László (1091-ben) gyorsan megszállta a Horvát Királyságot (előzőleg, még 1089-ben vagy 1090-ben kardcsapás nélkül elfoglalta a Száva folyótól délre fekvő Szlavóniát is). A megszerzett balkáni területek kormányzását kijelölt utódára, Álmos hercegre bízta. Álmos bátyja, és Könyves Kálmán király trónviszályában Kálmán megfosztotta öccsét ettől a címtől, és magát koronáztatta horvát királlyá. Ezután 1918-ig a magyar királyok viselték a horvát király címet is. Kálmán 1107-ben megerősítette és kiterjesztette a tengerparti horvát és dalmát városok korábbi autonómiáját. Ennek köszönhetően emelkedtek fel valóságos kiskirályokká a Zrínyiek (Zrinji) és a Frangepánok (Frankopani).
A 12–16. században a dalmáciai kereskedővárosok felvirágoztak, Isztrián viszont állandósult a Habsburg Birodalom és a Velencei Köztársaság viszálya. Kb. 1150-től a velenceiek apránként teret nyertek, és mintegy 150 év alatt kiszorították az osztrákokat a félszigetről. Velence és Horvátország határát 1358-ban a zárai béke jelölte ki a Kvarnernél. A Kis Károly király (1385–1386) meggyilkolása után elhúzódó magyar trónviszály részeként Nápolyi László trónkövetelő és ellenkirály 100 000 dukátért eladta Dalmáciát a Velencei Köztársaságnak. Horvátország területe ezzel a Bakar és Karlobag közötti területre szűkült, és autonómiája is mindinkább formálissá vált. A velenceiek különböző módokon valóban hatalmukba vonták a tengerparti városokat, csak Raguza tartotta meg önállóságát.
A 16. század elején új ellenség tűnt fel, az Oszmán Birodalom. I. Szulejmán az 1521–26*-os magyar–török háborúval döntő csapást mért a magyar államiságra. 1537-ben esett el a tengerpart kulcsfontosságú erődje, Klissza, a tengerparti városok azonban sikeresen őrizték függetlenségüket. Dubrovnik ennek érdekében adót fizetett a szultánnak, viszont az adó fejében kereskedői teljes mozgásszabadságot kaptak a birodalomban. Senj osztrák segítséggel olyan erődöt épített és olyan flottát szerelt fel, amely a törökök és a velenceiek ellen is meg tudta védeni az „apró Horvátországot”. Miután azonban 1617-ben a madridi békével Ausztria és Velence beszüntette az ellenségeskedést, a túlságosan önállóvá vált senji flottát az osztrákok leszerelték és felégették. A Velencei Köztársaság nem érezte elég erősenek magát arra, hogy nyíltan szembeszálljon a törökökkel, és az Oszmán Birodalomnak csak 1683-ban, Bécs felmentése után üzent nyíltan hadat, majd visszafoglalta Knint és Trebinjét. A karlócai béke Dél-Dalmáciát visszaítélte Velencének, Raguza azonban önálló köztársaság maradt. 1715-ben III. Károly újra szövetséget kötött Velencével, és az 1716–1718-as törökellenes háborút lezáró pozsareváci békével egész Dalmáciát átengedte a köztársaságnak (Raguza továbbra is önálló maradt).

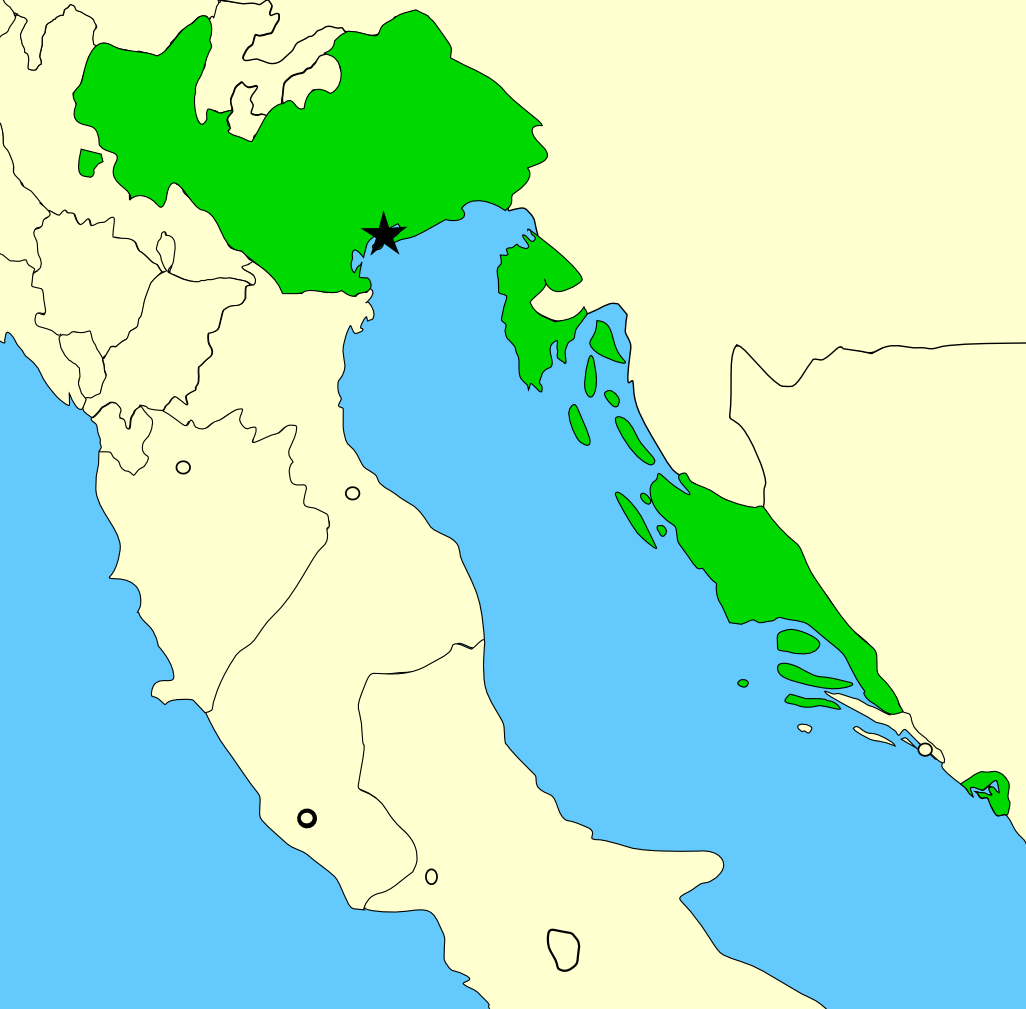
A Velencei Köztársaság 1796-ban

Franciaország és Ausztria a Campo Formió-i békében felosztotta a Velencei Köztársaság területeit. Magát a köztársaságot (1806-ban) és a Raguzai Köztársaságot is (1807-ben) Napóleon egyik hadvezére, Marmont marsall számolta fel. A napóleoni háborúk alatt a terület többször is gazdát cserélt, majd 1814-ben Horvátország (Dalmáciával együtt) a Habsburg Birodalom örökös tartománya lett, és a magyar rendek tiltakozása ellenére az is maradt az I. világháború végéig, azaz a birodalom felbomlásáig. Ezt a helyzetet a horvátok is sérelmezték, és 1869-ben felkelés robban ki az osztrák–magyar–horvát „hármas királyság” megteremtése érdekében. Ezt Gabriel von Rodich császári tábornoknak engedményekkel sikerült lecsillapítania a knezláci békében.
A több száz éves velencei uralom alatt az előkelők és a gazdag polgárok nyelve az olasz lett; horvátul csak a parasztok és a városi szegények beszéltek. A horvát nemzeti törekvések a 19. század második felében erősödtek fel. Megfogalmazásuk fontos fóruma volt a Miho Klaić és Mihovil Pavlinović által szervezett Horvát Olvasókör. Isztrián a horvát nyelv kultúra felvirágoztatásának fő eszköze a Juraj Dobrila püspök és Dinko Vitezić által alapított nemzeti újság, az Egységünk lett. Húszéves küzdelem után, 1883-ban érték el, hogy a horvát a dalmát és az isztriai parlamentben is hivatalos nyelv legyen.

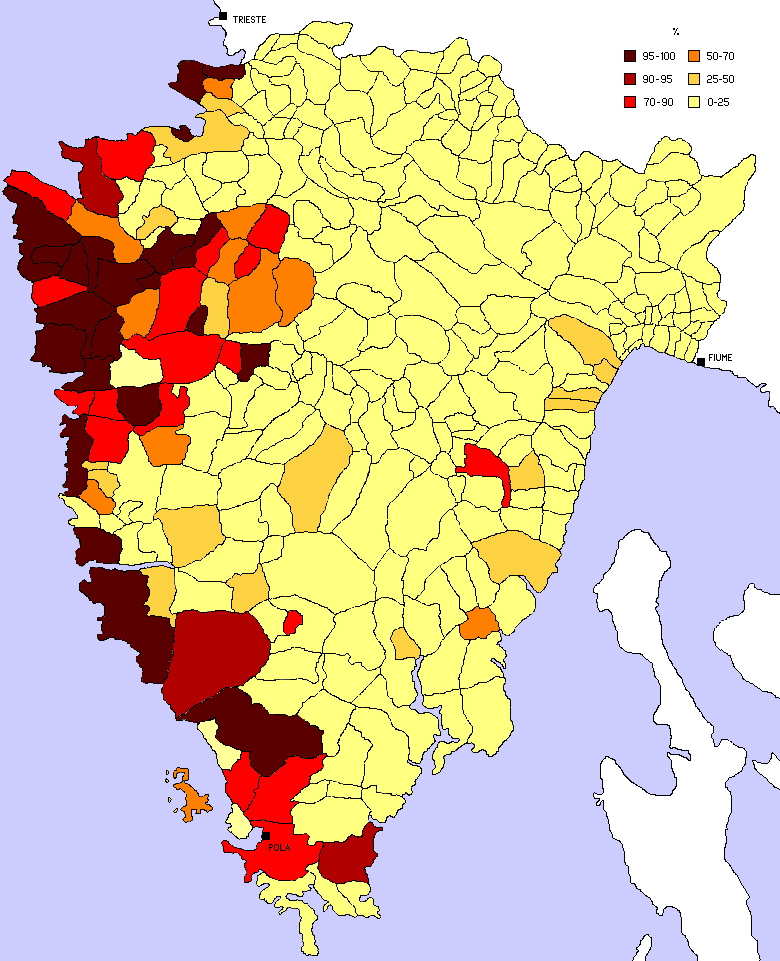
Az olaszul beszélő lakosság számaránya Isztria egyes körzeteiben az 1910-es népszámlálás alapján

Az I. világháború után a győztes antanthatalmak Szerbiának ítélték a szétdarabolt Osztrák–Magyar Monarchia délszlávok lakta területeit, és ezekből megalakult a Szerb-Horvát-Szlovén Királyság, a későbbi Jugoszlávia. Az egyesítésből kimaradt Isztria, Zára és néhány sziget; ezeket Olaszország kapta meg.

Dél-Európa államai 1800–2008 között

A második világháború részeként 1941-ben az olasz és német csapatok elfoglalták Jugoszláviát. A közös délszláv állam átmenetileg felbomlott; az usztasák a horvát területek egy töredékén kikiáltották névleg független államukat, amely a gyakorlatban a tengelyhatalmak hűbérese volt; az egykori Horvátország nagyobb részét az olaszok szállták meg. A megszállók, illetve az usztasák ellen Joszip Broz Tito vezetésével olyan erős partizánmozgalom bontakozott ki, ami lehetővé tette, hogy a győztes szövetségesek ne vonuljanak be a Tito vezetésével újraalakuló Jugoszláviába, és megalapozta Titónak, mint az el nem kötelezett országok mozgalma egyik alapítójának és vezetőjének nemzetközi tekintélyét. Mivel Tito horvát volt, a föderatív Jugoszlávia térképét átrajzolva jelentős szerblakta területet csatolt át Horvátországhoz. Jugoszlávia felbomlása után a horvátországi szerbek nem akartak a Tudjman vezette Horvátországban élni: kikiáltották a Krajinai Szerb Köztársaságot, mint egy külön államot Horvátországon belül, és megkezdték szabadságharcukat a horvátok ellen. Kezdeti sikereik (így Dalmácia nagyobb részének elfoglalása) után a négy éves (1991–1995) háborút elvesztették; Horvátország a Tito által megvont határokon belül alakult újjá.

## Népessége, közigazgatási felosztása

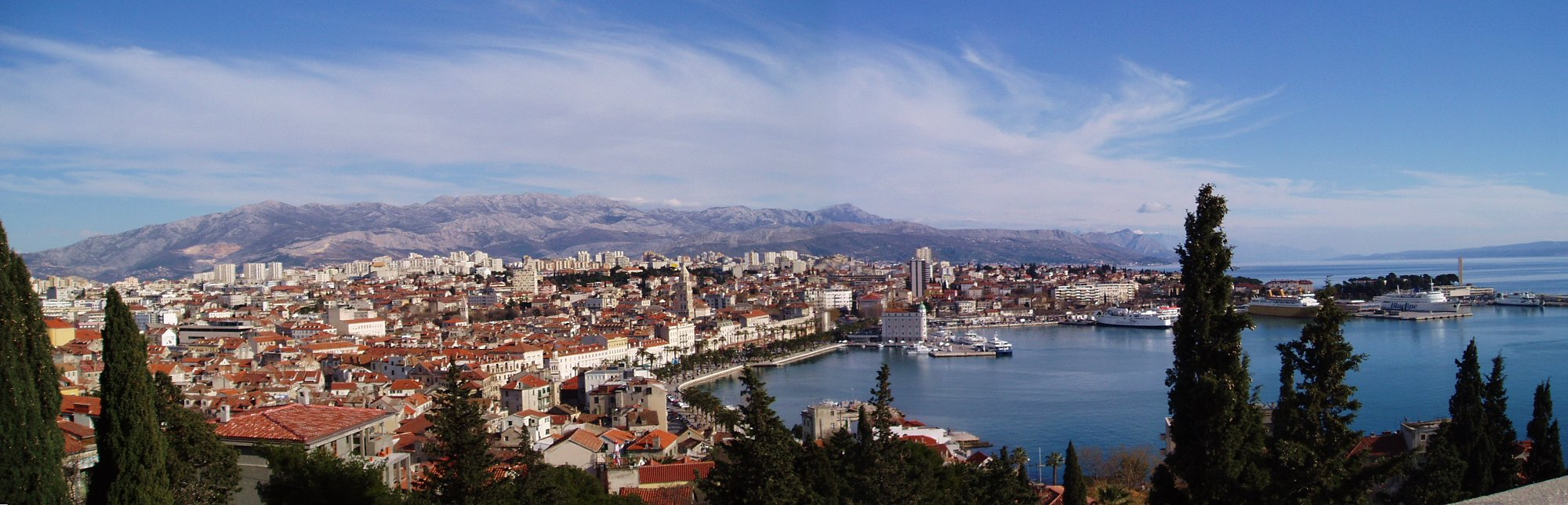
Split a Marjan dombról (2006-ban)

A horvát lakosság körülbelül negyede él a tengerparti részen. Itt épült az ország 2. (Split) és 3. (Fiume) legnagyobb városa.
Közigazgatásilag külön kezelik
- az északi partvidéket három megyével:
  - Tengermellék-Hegyvidék (Primorsko-goranska županija) — Fiume székhellyel;
  - Lika-Zengg (Ličko-senjska županija) — Gospić székhellyel és
  - Isztria (Istarska županija) — Pazin székhellyel

és délen Dalmáciát négy megyével:
- - Zadar (Zadarska županija) — Zára (Zadar) székhellyel;
  - Šibenik-Knin (Šibensko-kninska županija) — Šibenik székhellyel;
  - Split-Dalmácia (Splitsko-dalmatinska županija) — Split székhellyel és
  - Dubrovnik-Neretva (Dubrovačko-neretvanska županija) — Dubrovnik székhellyel.

## Gazdasága

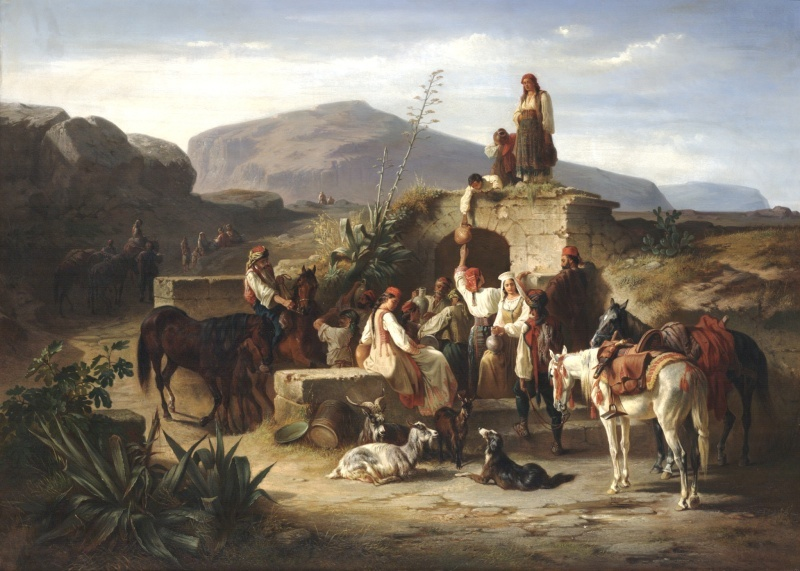
Eugen Adam (1869): dalmát parasztok tavasszal. Olaj, vászon, 102 cm * 142 cm. Crocker Art Museum

A gazdaság fő ága a turizmus; a partvidék már a '90-es években évi 4–5 millió turistát fogadott. Ehhez a fő vonzerő a tengerpart, amely kiváló lehetőségeket nyújt a fürdőzőknek és a könnyűbúvároknak.
Jelentős a (tengeri) halászat.

## Kulturális emlékek, látnivalók

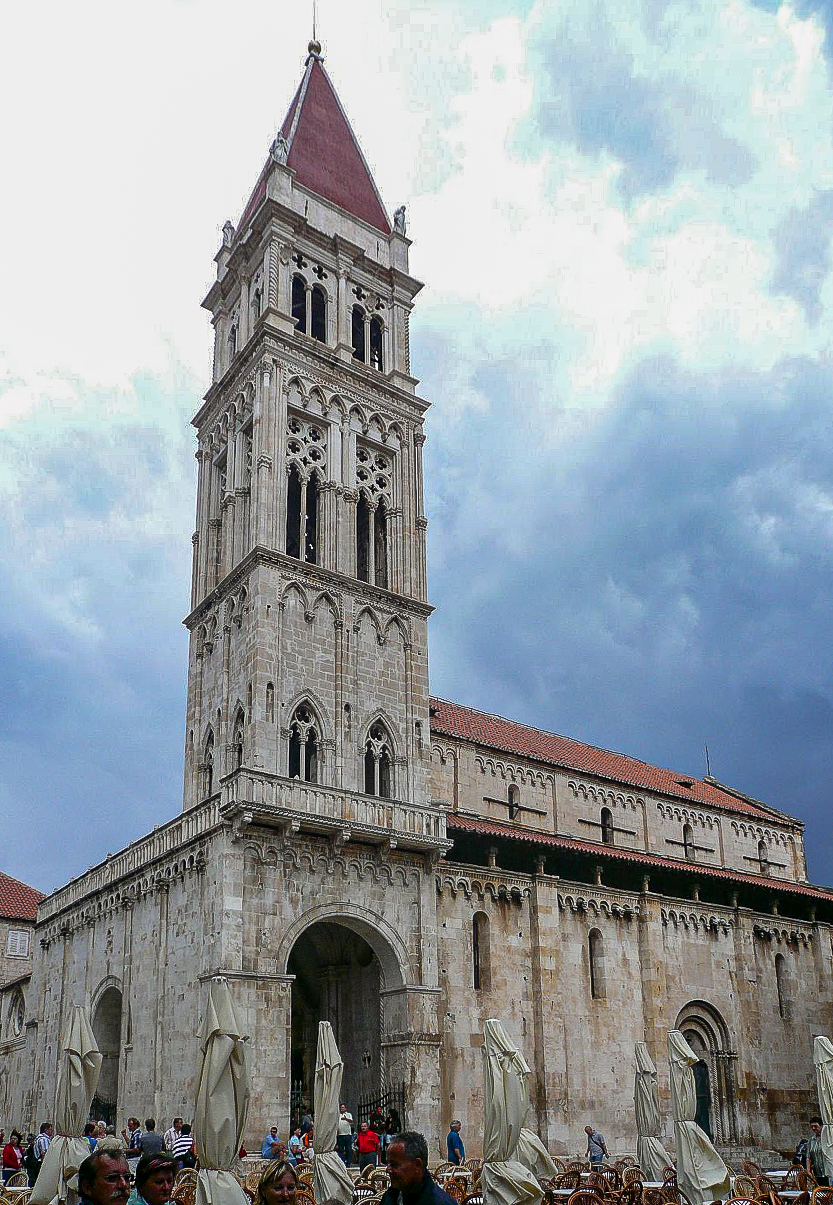
A Szent Lőrinc-székesegyház Trogirban

A viharos múlt miatt a régebbi korokból viszonylag kevés épület, illetve szobor maradt fenn; a görögöktől csak néhány szobrocska és sírkő; a legjelentősebb a Trogirban a Benedek-rendi Szent Miklós-kolostorban látható Kairosz-dombormű.
A római korból két nagy épület maradt fenn egészen kiváló állapotban.
- a pólai amfiteátrum és
- Diocletianus palotája Splitben.

A poreči Euphrasius-bazilika mozaikja a bizánci képzőművészet harmadik legjelentősebbnek mondott emléke.
A horvát állam alapításának korából mintegy száz kis, fonatos domborművekkel díszített templom maradványairól tudunk; többségük romos. Az épek közül a legnagyobb a zárai Szent Donát-templom, a legbájosabb a nini Szent Miklós-templomocska. A fonatos-indás díszítés legjobban a spliti Jupiter-templom keresztelő medencéjén figyelhető meg.
A román stílus fennmaradt emlékei is szakrális építmények:
- Szent Mária-templom Rab belvárosában,
- Szent Sztosija-templom és Szent Krševan-templom (mindkettő (Zárában)

A épületszobrászat alkotásai közül a két legjelentősebb:
- a trogiri Szent Lőrinc-székesegyház kapuja (Radovan munkája 1240-ből) és
- a spliti Szent Duje székesegyház diófa kapukerete, amit Andrija Buvina faragott 1214-ben.[5]

A gótika velencei közvetítéssel jutott el a partvidékre: a városi előkelők olyan házakat akartak maguknak is, mint amilyeneket Velencében láttak. A csúcsíves, loggiás házak egész városnegyedeket foglaltak el; ekkor alakult ki Šibenik, Hvar, Rab belvárosa. A gótika legnagyobb horvát építésze az a Juraj Dalmatinac volt, aki pályájának elején Velencében dolgozott, Orsini néven. Fő művét, a Šibenikben álló Szent Jakab-katedrálist 1441-ben kezdte építeni, az ismétlődő pénzhiány miatt azonban haláláig (1473-ig) nem sikerült befejeznie. A nagy építkezés szüneteiben Rabon, Zárában, Splitben és Raguzában kapott megbízásokat.
a Szent Jakab-székesegyházat az olasz Niccolo Florentino fejezte be; őt már a reneszánsz legnagyobb itteni mesterének tartják. Trogir több épületén is dolgozott. A stílus további kiemelkedő emlékei:
- a Szent Mihály-templom Korčulában,
- a Szent Megváltó-templom és a Szent Mihály-templom homlokzata (mindkettő Dubrovnikban)

Dalmáciában nagyon kevés a barokk épület, mert ez az időszak igen háborús volt (leginkább érdemleges Dubrovnikban a székesegyház és a Szent Mihály-templom), Isztrián viszont az osztrákok a 19. században egész városrészeket építettek ebben a stílusban.
Az ősi horvát városoktól erőteljesen különbözik Fiume építészeti arculata. Ezt a várost magyar építészek építették újjá a 19. század végén, ezért sok a szecessziós épület.
A templomok freskóit többnyire Itáliából hívott mesterek festették; így például van itt képe:
- Bellininek,
- Tizianónak,
- Tintorettónak,
- Veronesének és

az olasz második vonal sok alkotójának.
A horvát festők képei ritkák; közülük említést érdemel:
- zadari Lukin,
- trogiri Balázs,
- valamint a raguzai Mihajlo Hamzić és Nikola Božidarević.